# Armenia en los Juegos Olímpicos de Atlanta 1996
Armenia estuvo representada en los Juegos Olímpicos de Atlanta 1996 por un total de 32 deportistas que compitieron en 11 deportes.  
El portador de la bandera en la ceremonia de apertura fue el halterófilo Aghvan Grigorian.

## Medallistas
El equipo olímpico armenio obtuvo las siguientes medallas:
| Nombre          | Deporte            | Competición |
| --------------- | ------------------ | ----------- |
| Oro             |                    |             |
| Armen Nazarian  | Lucha grecorromana | 52 kg M     |
| Plata           |                    |             |
| Armen Mkrtchian | Lucha libre        | 48 kg M     |
| Bronce          |                    |             |
| —               |                    |             |